# DNSAP Propagandafilm 1937
|  | Denne artikel er oprettet af botten Steenthbot ud fra en ekstern database. Den kan derfor have sproglige fejl eller mangler. Denne skabelon kan fjernes efter kontrol af indholdet. |

DNSAP Propagandafilm 1937 er en dansk dokumentarisk optagelse fra 1937.

## Handling
DNSAP-hvervefilmen viser eksempler på social ulighed og nød, billeder fra politiske møder og optog, nattelivsbilleder fra København, Dannebrogsflag og naziflag vajende side om side. En plakat med teksten: "Randers søndag den 24. oktober 1937" på baggrund af hagekors og Niels Ebbesens mindesmærke. Frits Clausen på talerstolen. Klip fra DNSAP-optog, byskilt fra Snoldelev, nærbillede af detalje fra runesten med hagekors. Vejskilt med kilometerangivelser: Køge 16, Solrød 5, Roskilde 10. Sluttekst: "Støt DNSAP - Bliv Medkæmper i vore Rækker! Stem Nationalsocialistisk ved næste Valg! Kæmp med for Danmarks Fremtid!"

## Medvirkende
- Frits Clausen